# Montcy-Notre-Dame
Montcy-Notre-Dame ist eine französische Gemeinde mit 1.560 Einwohnern (Stand: 1. Januar 2022) im Département Ardennes in der Region Grand Est. Sie gehört zum Arrondissement Charleville-Mézières und zum Kanton Charleville-Mézières-3.

## Geographie
Montcy-Notre-Dame liegt etwa anderthalb Kilometer nordöstlich des Stadtzentrums von Charleville-Mézières und wird im Osten von der Maas (frz. Meuse) begrenzt. Umgeben wird Montcy-Notre-Dame von den Nachbargemeinden Nouzonville im Norden und Nordosten, Aiglemont im Osten sowie Charleville-Mézières im Süden und Westen.

## Bevölkerungsentwicklung
| Jahr                       | 1962 | 1968 | 1975 | 1982 | 1990 | 1999 | 2006 | 2019 |
| -------------------------- | ---- | ---- | ---- | ---- | ---- | ---- | ---- | ---- |
| Einwohner                  | 1159 | 1203 | 1582 | 1516 | 1419 | 1482 | 1536 | 1578 |
| Quellen: Cassini und INSEE |      |      |      |      |      |      |      |      |

## Sehenswürdigkeiten
- Kirche Notre-Dame, 1835 bis 1837 erbaut
- Burgruine Le Waridon (auch: Château des fées) aus dem 9. und 11. Jahrhundert, im 16. Jahrhundert letztmals umgebaut

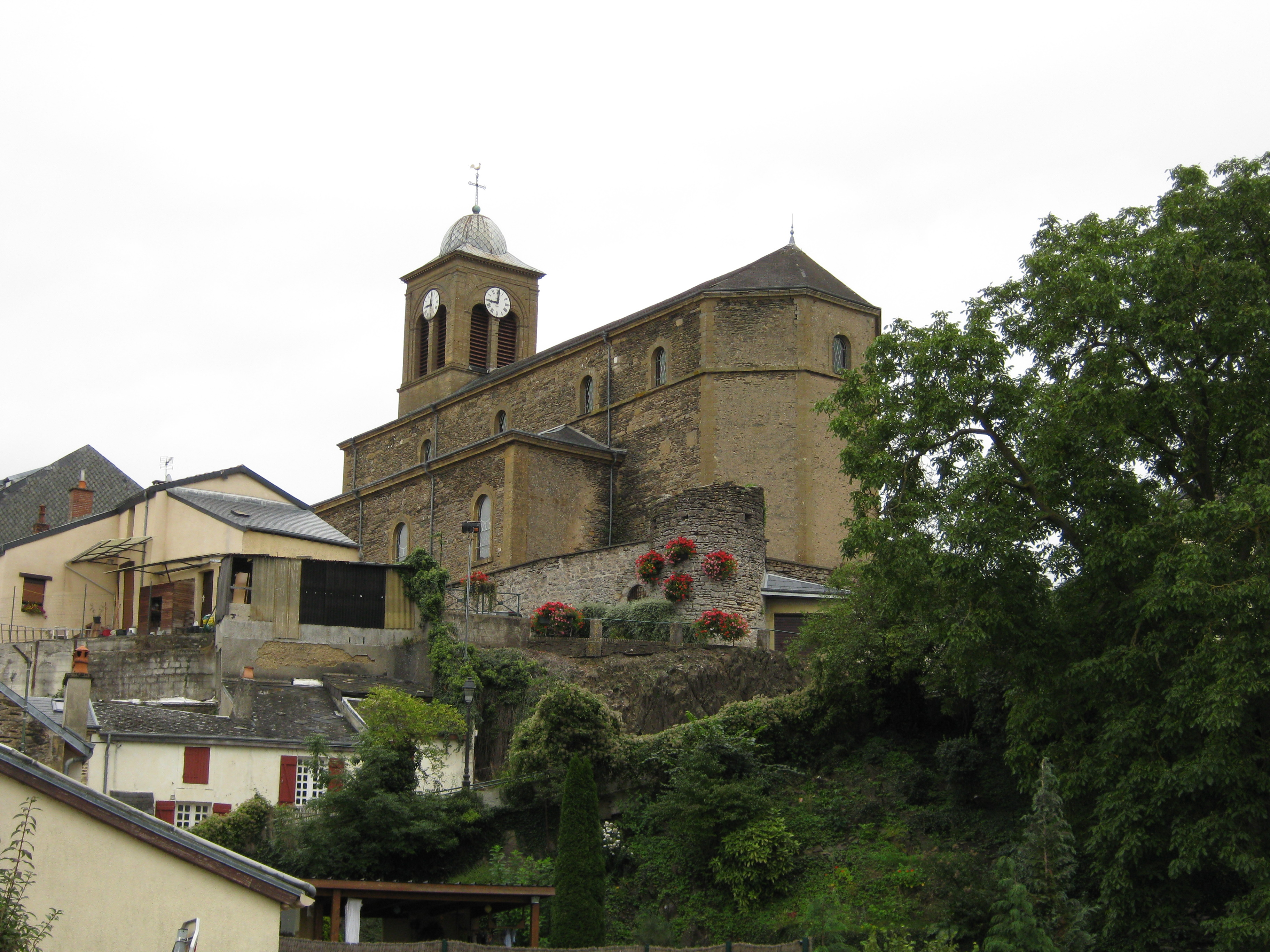
Kirche Notre-Dame

- Leinewebermuseum